# Климов, Лев Владимирович
Лев Владимирович Климов (15 апреля 1921 года, Петергоф, РСФСР — 26 февраля 1999 года, Санкт-Петербург, Россия) — советский учёный-геолог, специалист по эпохе докембрия, участник шести комплексных советских антарктических экспедиций. Входил в первую четверку исследователей геологии Антарктиды. Также участвовал в качестве приглашенного специалиста в антарктических экспедициях США. Имя ученого находится в одном ряду с именами исследователей, внесших значительный вклад в изучение Арктики и Антарктики.
Именем Л. В. Климова назван утёс Климова на Земле Мэри Бэрд в Антарктиде.

## Биография
Родился в Петергофе. Отец, Владимир Викторович — офицер Красной армии; мать, Анастасия Ивановна — сотрудник Петергофского отдела народного образования. В 1928 — 1938 годах учился в петергофской школе № 1. После окончания школы поступил в Горный институт, но вскоре оставил обучение из-за материальных трудностей. Некоторое время служил бухгалтером в Петергофском тресте столовых.
В июне 1941 года мобилизован в Красную армию. Направлен радиотелеграфистом в 1-й отдельный дивизион специальной службы войск НКВД (ОСНАЗ). Служил до октября 1945 года. Воинская часть дислоцировалась в Шувалово. Награждён медалью «За оборону Ленинграда» и Орденом Отечественной войны II степени (от 06.04.1985).
По окончании войны вновь поступил в Ленинградский Горный институт по специальности «Геологическая съемка и поиски месторождений». Окончил с отличием в 1950 году. Работал в Карело-Финском отделении Академии наук СССР. В 1948—1950 работал на Анабаре (Якутия). В 1950 году Климову было присвоено звание инженера-геолога 3-го ранга. Был командирован на работу в Особую восточную экспедицию, которая осуществляла деятельность на территории КНДР в годы Корейской войны. С 1951 года числился начальником партии Экспедиции № 4. В 1953 году находился в кратковременной командировке в Монголии. По завершении службы вернулся в Москву. Был отмечен корейским правительством и награждён Орденом Государственного знамени КНДР II степени.
С 1953 года — в аспирантуре Лаборатории Докембрия АН СССР (впоследствии — Институт геологии и геохронологии докембрия РАН). Работал в Якутии, на Алданском щите. Подготовил кандидатскую диссертацию, но не довел её до защиты. В 1957 году вышла первая статья Л. В. Климова «О положении железных руд в стратиграфической схеме Алданского архея».
В 1956 году Климов переходит на работу в НИИ Геологии Арктики (ныне — ВНИИОкеангеология). Он начинает активно работать в комплексных Советских Антарктических Экспедициях (КАЭ). Участвовал во 2-й КАЭ. Появление Климова в НИИГА геологи Е. Н. Каменев и С. Ф. Духанин объясняют тем, что «тогда в НИИГА не хватало геологов-докембристов». Стал одним из первых отечественных антарктических геологов. Имя Л. В. Климова вместе с именами М. Г. Равича, П. С. Воронова и Д. С. Соловьева особо выделяют среди отечественных ученых, проводивших геолого-геофизические работы и исследования в Арктике. О 2-й КАЭ был снят документальный фильм «В Антарктике» (1957, реж. В. Ешурин, Н. Шмаков).
Л. В. Климов трудился в НИИГА в течение 11 лет. Принял участие в шести экспедициях (со второй по седьмую). В 7-й КАЭ возглавлял геологический отряд, который высадился 7 января 1962 года на берегу залива Алашеева. Им проведена детальная геологическая съемка района Мирного, рекогносцировочное исследование ряда прибрежных районов Антарктиды, мелкомасштабная съемка Земли Эндерби.
В 1965—1967 годах работал в качестве ученого по обмену в Антарктической экспедиции США. За свою деятельность в ней был награждён медалью за службу в Антарктике. Именем учёного американцами был впоследствии назван один из географических объектов Антарктиды — утёс Климова. В 1967 году даже был приглашен для чтения лекций по геологии в Соединенные Штаты, но не смог поехать «по не зависящим от него причинам». В этом же году оставляет службу в НИИГА и переходит в Институт докембрия АН СССР, который был только что образован. Первым директором института был давний товарищ Климова — К. О. Кратц.
По воспоминаниям ряда коллег Л. В. Климов имел конфликт с М. Г. Равичем, соавтором книги «Докембрий Восточной Антарктиды» и лидером советской школы антарктической геологии. При этом, по словам геологов В. А. Виноградова и П. С. Воронова, Климов как учёный превосходил Равича. Важным обстоятельством, стала зимовка Л. В. Климова в 1966 году на американской станции и его личное общение с Вернером фон Брауном и последующая его работа в американской антарктической программе на съемках Земли Мэри Бэрд (в результате которых в честь Климова американцами был назван утёс). О. Г. Шулятин называет это причиной, по которой Климов покинул НИИГА, не смог защитить диссертацию и не поехал читать лекции в США.
Кроме прикладной ресурсной тематики, Лев Владимирович Климов занимался изучением древних кристаллических пород, претерпевших гранулитовую фацию метаморфизма. Собрал при жизни большую коллекцию минералов. В 1972 году вышла крупная научная работа «Гранулитовая фация метаморфизма», в написании которой Климов принимал активное участие. Также в конце 1970-х годов написал или был соавтором ряда статей по данной теме.
Скончался 26 февраля 1999 года в Санкт-Петербурге.

## Научная деятельность

### Научная концепция
Л. В. Климов был автором и соавтором немалого числа статей и монографий. Вместе с М. Г. Равичем, П. С. Вороновым, Д. С. Соловьевым и другими он был «первопроходцем» в области геологического изучения Антарктики. Климов, Равич и Соловьев утверждали, что изначально в земной коре господствовали условия регионального метаморфизма гранулитовой фации, которые к концу архея уступили место наложенным преобразованиям высокотемпературной амфиболитовой фации с сопутствующими процессами полиметаморфизма, реоморфизма, гранитизации, мигматизации и магматической деятельности. В соответствии с этой концепцией и вытекающим из неё представлением об архейском «панантарктическом» кратоне, полученные к тому времени изотопные датировки в интервале 500—400 млн лет интерпретировались исключительно как результат термального «омоложения» древних комплексов.
Л. В. Климов стал соавторов одной из пяти крупных монографий по антарктической геологии 1960-х годов «Докембрий Восточной Антарктиды» (с М. Г. Равичем и Д. С. Соловьевым; 1965).

### Основные труды
- Климов Л. В. О положении железных руд в стратиграфической схеме алданского докембрия // Труды межвед.сов-ия по разработке унифицир. стратиграф. схем Сибири, 1956. М.-Л., 1958. С. 99-102
- Климов Л. В., Рабкин М. И. Анортозиты Анабарского щита // Труды НИИГА. Л., 1959. Т. 96. Вып. 8. С. 116—129: карты.
- Климов Л. В., Воронов П. С. Геологическое строение района Мирного // Советская антарктическая экспедиция 9. Л., 1960. С. 185—196: ил.
- Климов Л. В. Новые сведения о геологии Восточной Антарктиды // Мат-лы по Арктике и Антарктике (Краткое содержание докл. Полярн. комиссии). 1961.
- Равич М. Г., Воронов П. С., Климов Л. В., Соловьев Д. С. Геологические исследования в районе Берега Принцессы Астрид // Труды советской Антарктической экспедиции. Л., 1962. Т. 20. С. 179—195.
- Климов Л. В. О геологической структуре Антарктиды // Информационный бюллетень САЭ. 1964. № 47.
- Равич М. Г., Климов Л. В., Соловьев Д. С. Докембрий Восточной Антарктиды. М.: Недра, 1965. 469 с.
- Каменев Е. Н., Климов Л. В., Шулятин О. Г. Геологическое строение Земли Эндерби и Берега Принца Улафа // Антарктика, доклады комиссии. М.: Наука, 1968. C. 34-41.
- Климов Л. В. Чарнокиты // Гранулитовая фация метаморфизма. Л., 1972. С. 47-66: карты.
- Климов Л. В. Гранулитовый метаморфизм высоких давлений в раннедокембрийских глубинных комплексах сутамского типа // Цикличность и направленность процессов регион. метаморфизма. Л., 1978. С. 33-56: ил.
- Крылова М. Д., Климов Л. В. Фрагменты ранних структур в беломорском комплексе: первичная природа, метаморфизм, геохимия // Процессы глубинного петрогенезиса и минерагении в докембрии СССР. Л., 1979. С. 231—252: ил.

## Семья
10 мая 1958 года Л. В. Климов женился на Александре Максимовне Филипповой. Жена ученого была спортсменкой-пловчихой, серебряным призёром чемпионата СССР, а затем — тренером по плаванию. Единственный ребёнок в семье — дочь Татьяна Климова, выпускница факультета журналистики ЛГУ, в 1990-х — 2000-х годах занималась политической деятельностью (депутат Ленсовета и Петербургского законодательного собрания, депутат МО «Урицк», член партии «Яблоко»), впоследствии — журналист газеты «Деловой Петербург».